# 투 하트 (영화)
"투 하트"는 2023년 공개된 대한민국의 휴먼 감동 영화이다. 

## 기획의도
소화병동을 배경으로 시한부 판정을 받은 아이들과 그 아이들을 살리려는 두 아빠의 처절하면서도 애틋한 사투를 그린 가족 영화

## 출연
- 정만식 :

- 신소율 :

- 온주완 :

- 김라온 :